# Episodi di Perché a me? (seconda stagione)
La seconda e ultima stagione della sitcom australiana Perché a me? (Mortified), composta da 13 episodi, è stata trasmessa in prima visione su Nine Network dal 14 febbraio al 9 maggio 2007.
| nº | Titolo originale           | Titolo italiano                     | Prima TV Australia | Prima TV Italia |
| -- | -------------------------- | ----------------------------------- | ------------------ | --------------- |
| 1  | Little Fish                | Di nuovo insieme (prima parte)      | 14 febbraio 2007   | 2008            |
| 2  | Parent Teacher Night       | Di nuovo insieme (seconda parte)    | 21 febbraio 2007   | 2008            |
| 3  | DJ Taylor                  | Taylor: DJ                          | 28 febbraio 2007   | 2008            |
| 4  | School Trivia Night        | Serata di giochi a scuola           | 7 marzo 2007       | 2008            |
| 5  | Taylor's Self Portrait     | Concessionaria 'da Taylor'          | 14 marzo 2007      | 2008            |
| 6  | The Wedding                | Se la sposa si chiamasse come te... | 21 marzo 2007      | 2008            |
| 7  | First Child in Space       | Layla nello spazio                  | 28 marzo 2007      | 2008            |
| 8  | The Family Tree            | L'albero genealogico                | 4 aprile 2007      | 2008            |
| 9  | Divorce Camp               | Voglio il divorzio!                 | 11 aprile 2007     | 2008            |
| 10 | Taylor Gets a Job          | Taylor ha un lavoro                 | 18 aprile 2007     | 2008            |
| 11 | Rome Wasn't Built in a Day | Made in Rome                        | 25 aprile 2007     | 2008            |
| 12 | Girl Power                 | Potere alle donne                   | 5 maggio 2007      | 2008            |
| 13 | Taylor's Song              | La canzone di Taylor                | 9 maggio 2007      | 2008            |

## Di nuovo insieme (prima parte)
- Titolo originale: Little Fish
- Diretto da: Ian Gilmour
- Scritto da: Angela Webber

È il primo giorno di Taylor alla scuola media Driftwood, ed è sicura che le cose andranno come ha sempre sognato. Tuttavia, il suo entusiasmo si dissolve rapidamente poiché tutto ciò che poteva andare storto, lo fa: per poco perde l'autobus, non riesce a trovare Hector, e quando alla fine arriva a scuola scopre di emanare un odore simile a quello di un pesce marcio a causa di un unguento antisterss applicatole dalla madre (convinta erroneamente che la figlia fosse nervosa). Taylor conosce un'altra studentessa, Miriam, bravissima in matematica, e ritrova Hector. L'insegnante di matematica, la professoressa Palmer, ferma Taylor per qualche minuto avendone notato lo spaesamento e il cattivo odore, e la mette in imbarazzo parlandole di pubertà e consigliandole un deodorante. Tornata a casa, Taylor scopre che la sua cameretta è stata trasformata in uno studio per massaggi dalla madre e Mistica Marge, perciò ora dovrà stare nella stessa camera di Layla (anche lei studentessa, liceale, nello stesso istituto). Mentre si recano alla lezione di francese del professor Chauvel, Taylor e Hector scoprono contenti che anche Brittany si è iscritta alla loro stessa scuola, una decisione presa all'ultimo minuto. Quando i ragazzi tornano a casa, Glenda dice a Taylor che ha trasferito il suo studio nel garage e così la figlia può tornare a occupare la propria camera; Mistica Marge, che aveva suggerito e approfittato dello studio di Glenda facendosi fare pedicure gratuitamente, consiglia alla cugina di chiuderlo perché aveva letto le carte astrologiche al contrario.
- Altri interpreti: Sally McKenzie (Mistica Marge), Liz Buchanan (signora Palmer), Jack Bradford (signor Chauvel), Ingrid Mason (signorina Harvey), Karl van Moorsel (Dion), Brittany Beer (ragazzaccia), Jess Hammond (ragazzaccia), Kim Go-Eun (Miriam), Dylan Gallo Angeles (ragazzo somigliante a Hector), David White (autista dello scuolabus).

## Di nuovo insieme (seconda parte)
- Titolo originale: Parent Teacher Night
- Diretto da: Michael Pattinson
- Scritto da: Tim Gooding

Con la notte tra genitori e insegnanti che incombe, Taylor si sveglia e trova suo padre che fa sollevamento pesi sul prato davanti casa, circondato da una pila di dischi in vinile. Layla sostiene che il comportamento ancora più bizzarro del solito di loro padre sarebbe causato da una crisi di mezza età, dato che in settimana Don compirà 40 anni. Taylor è mortificata dalla prospettiva che suo padre si presenti ai colloqui tra genitori e insegnanti, a cui dovranno partecipare anche i figli, dunque cerca di "normalizzarlo"; prima lo sottopone al test di Rorschach, poi gli suggerisce di andare a scavare pozzi in Ciad, infine mette il mazzo di chiavi del furgoncino all'interno del veicolo stesso, ma poi Hector le ricorda che sua madre ne possiede una copia. Il giorno dei colloqui coincide con il compleanno di Don, che si presenta a scuola con Glenda vestiti entrambi a tema figli dei fiori pensando solo di prendere la figlia, ma scoprendo dai genitori di Brittany che quel giorno ci sono appunto i colloqui. Mentre i Fry se ne vanno, Taylor, Hector e Brittany scoprono che anche Leon ha preferito iscriversi alla Driftwood. Successivamente Don festeggia il proprio compleanno con famiglia, amici e parenti.
- Altri interpreti: Sally McKenzie (Mistica Marge), Veronica Neave (Loretta Flune), Peter Kent (Michael Flune), Liz Buchanan (signora Palmer), Donna Fox (signorina Khan), David Anderson (Gary Lipowski), Elise Greig (dottoressa Speck), Darryl Waters (uomo in crisi), David Coombs (uomo in crisi), Marty Soden (uomo in crisi), Lara Poissant (genitore a scuola), Hilary Tapper (ragazza), Jessyca Lawrie (ragazza), Laace Devries (ragazza), Kahn Ward (Phil), Dana Kirkpatrick (controfigura di Taylor).

## Taylor: DJ
- Titolo originale: D.J. Taylor
- Diretto da: Paul Moloney
- Scritto da: Angela Webber

Agli studenti vengono assegnati stage formativi: Brittany lavorerà ai grandi magazzini, Hector alla cura del paesaggio in spiaggia, Leon con la polizia, mentre Taylor farà la DJ alla radio locale, la Sunburn Beach FM. Nel frattempo, giunta la festa di San Valentino, Taylor riceve un biglietto da un ammiratore segreto che spera sia di Leon. Brittany non viene assegnata alla postazione desiderata, cioè al reparto abbigliamento, ma alla prezzatura degli elettrodomestici. Anche Taylor rimane incredula quando scopre di essere stata assegnata allo speaker di mezzogiorno, cioè a Mistica Marge; quando Mistica Marge si chiude accidentalmente nei bagni, la giovane è costretta a improvvisarsi sensitiva e a occuparsi di un centralino pieno di chiamanti bisognosi usando lo pseudonimo di "Chiara Veggente", riuscendo a svolgere un buon lavoro. A un certo punto Leon, che ha riconosciuto la voce di Taylor, fa una telefonata e la sfida a dire qualcosa su di lui che nessuno può sapere; allora Taylor, infrangendo la promessa fatta a Hector, che era l'unico a sapere questa cosa perché Leon gliel'aveva confidata all'asilo, rivela che il suo secondo nome è Vivian. Allora Leon le chiede di dire qualcos'altro, e Taylor si dice certa che abbia inviato una lettera di San Valentino, un orsacchiotto e dei palloncini a Taylor stessa, ma lui nega fermamente, le dice che è strana e che non le spedirebbe mai niente. Taylor ci rimane male e interrompe la trasmissione facendo partire della musica; lei non sa che ad averle inviato quei regali è stato Hector, che non ha il coraggio di dirle che le piace; lei gli dice che l'unica cosa positiva che le è capitata quel giorno è stato il fatto di averlo visto, e gli regala l'orsacchiotto. Il giorno dopo Leon, arrabbiato con Hector per non aver mantenuto la promessa, lo insegue per i corridoi della scuola lanciandogli palle di carta.
- Altri interpreti: Sally McKenzie (Mistica Marge), Veronica Neave (Loretta Flune), Andrew Buchanan (signor Frankel), Harrison Buckland-Crook (signor Frankel da bambino), Kimberly Thompson (Loretta da bambina), Kate Boladian (Melissa), Bailey Harrison (ragazzo), Travis Holmes (ragazzo surfista), Damien Garvey (Black Zac), Elise Greig (ascoltatrice), Andrew Booth (ascoltatore), Nelle Lee (ascoltatrice), Regis Broadway (ascoltatore), Elaine Cusick (ascoltatrice), Caroline Dunphy (poliziotta), Dana Kirkpatrick (controfigura di Taylor).

## Serata di giochi a scuola
- Titolo originale: School Trivia Night
- Diretto da: Pino Amenta
- Scritto da: Chris Anastassiades

Ci sarà una gara di quiz per la raccolta fondi per la scuola. Leon, che considera suo padre Gary, direttore di un'officina, "un imbarazzo vivente", ne parla con Taylor, e lei sente che lui capisce cosa significa avere genitori imbarazzanti. Leon, suo fratello maggiore Brett e loro padre si uniscono a Taylor, Layla, i loro genitori e Mistica Marge per ripassare insieme, mentre Hector, dispiaciuto per non essere stato scelto dalla sua migliore amica, si unisce a Brittany e ai suoi genitori. La sera del quiz Taylor ed Hector fanno pace. Nei primi round il tavolo dei Flune risulta quello vincente, mentre quello dei Fry-Lipowski (di cui Taylor si lamenta perché non prendono sul serio la gara) è all'ultimo posto; successivamente, però, vengono fatte domande a cui questi ultimi sanno rispondere e risalgono in graduatoria, risultando i vincitori del premio finale, cioè un televisore a schermo piatto portato da Gary, che Gary stesso decide di donare alla scuola affinché tutti possano usufruirne.
- Altri interpreti: Sally McKenzie (Mistica Marge), Veronica Neave (Loretta Flune), Peter Kent (Michael Flune), David Anderson (Gary Lipowski), Karl Solway (Brett Lipowski), Victor Parascos (signor Lacey), Alistair Tomkins (Ned Kelly), Kylie Morris (Mary Mackillop), Dana Kirkpatrick (controfigura di Taylor).

## Concessionaria 'da Taylor'
- Titolo originale: Taylor's Self Portrait
- Diretto da: Ian Gilmour
- Scritto da: Shirley Pierce

Agli alunni viene chiesto di produrre degli autoritratti da donare all'asta di beneficenza per la fiera del fine settimana, così da raccogliere fondi per la comunità. Taylor non vuole che il proprio autoritratto dove stringe un orsacchiotto sia messo in vendita perché teme che tutti, come aveva analizzato Hector in classe, lo vedano come un'"espressione del suo sentimento verso la crescita, la difficoltà nel dover abbandonare l'infanzia ed entrare nell'adolescenza", o, secondo le parole del professor Listerman, "una finestra sull'anima dell'artista". Intanto Don e Glenda raccolgono oggetti da mettere in vendita, e accidentalmente mettono nello scatolone anche il diario segreto di Taylor. Alla fiera, Don e il professor Listerman si offrono come bersagli per il lancio di palle di vernice, Glenda è addetta alla vendita di oggetti, Mistica Marge vende frittelle al curry e Layla sta in una bancarella dei baci insieme ad altre due ragazze. Taylor, mentre è alla ricerca del diario, nota che un bambino ha comprato l'orsacchiotto al quale tiene tanto e prova inutilmente a farselo restituire, poi ha l'impressione di vedere il diario nelle mani di chiunque, così Glenda e Brittany la portano nell'ambulatorio della madre di quest'ultima; qui Taylor scopre che è stata proprio Loretta ad acquistare il suo autoritratto, e che sia lei che sua madre vedono in esso un significato diverso, che non corrisponde a ciò che intendeva Taylor, e Glenda risponde che "l'arte non è quello che ci metti dentro, ma quello che ne viene fuori". Taylor viene a sapere che il suo diario è stato venduto a Hector, il quale dice all'amica che ha scelto quel libro solo perché gli piaceva la copertina che ritrae delle fate, e che comunque non poteva leggerne il contenuto perché è bloccato; dopodiché corre in bagno perché le frittelle di Mistica Marge gli stanno dando problemi intestinali, e infatti la donna dice a Taylor che di recente ha aggiunto alla ricetta prugne secche. La fiera continua con successo.
- Altri interpreti: Sally McKenzie (Mistica Marge), Veronica Neave (Loretta Flune), James Stewart (signor Listerman), Jaala Webster (cliente), Brittany Beer (Nina), Jess Hammond (Maddy), Isaac Smith (ragazzino), David Canham (ragazzo), Tim Boyle (uomo del dipinto), Alison Wilde (equilibrista), Grant Barker (giocoliere).

## Se la sposa si chiamasse come te...
- Titolo originale: The Wedding
- Diretto da: Pino Amenta
- Scritto da: Angela Webber

Taylor è molto preoccupata nello scoprire che i suoi genitori non sono legalmente sposati e cerca di convincerli che hanno bisogno di un matrimonio tradizionale. È felice quando Don si mette in ginocchio e propone a Glenda di rinnovare i voti, tuttavia questa gioia si trasforma in orrore quando si rende conto che la cerimonia sarà tutt'altro che tradizionale, ma si tratterà di una replica in tutto e per tutto di quella originale in spiaggia di cui lei e Layla hanno visto il filmato. Taylor cerca di farsi inserire in un programma di scambio culturale per evitare di essere presente alla cerimonia che si terrà a breve, e trascina con sé Hector, incaricato di portare gli anelli, ma l'amico si rifiuta di fare da garante e ammette di aver falsificato la firma di Don. Taylor capisce di aver sbagliato e tornano di corsa alla cerimonia, facendosi dare un passaggio da Mistica Marge, che officia l'evento, mentre Taylor fa da damigella. Taylor inizia a divertirsi e a non fare più caso alle stranezze, e afferma che anche se i suoi genitori non saranno mai come tutti gli altri va bene così, e che si sente molto fortunata.
- Altri interpreti: Sally McKenzie (Mistica Marge), Veronica Neave (Loretta Flune), Peter Kent (Michael Flune), Allen Davery (Jared), Mandi Lodge (proprietaria del negozio per abiti da sposa), Luke Vaughn (concorrente di bongo), Boon Thie (signor Kitoto), Ben Cann (signor Santosh), Naseera Ally (signora Chan), Rob Brown (gentiluomo anziano), Randall White (flautista Blue Feather), Dana Kirkpatric (controfigura di Taylor).

## Layla nello spazio
- Titolo originale: First Child in Space
- Diretto da: Paul Moloney
- Scritto da: Adam  Bowen

Taylor scopre che sua madre insegnerà le sue tecniche di massaggio nella sua scuola ed è sconvolta. Decide quindi che esiste un solo modo logico per risolvere i suoi problemi e sfuggire alla sua famiglia così, con l'aiuto di Hector, inizia una campagna per diventare la prima bambina astronauta, ispirandosi a una mostra a cui è andata con la classe e parlando con l'astronauta Andy O'Connor. Inoltre Glenda decide di diventare presidente dell'Associazione Genitori e Cittadini dopo una discussione con Loretta perché non vuole che si sprechino i fondi della scuola per ristrutturare i bagni quando già ce ne sono a sufficienza per fare tutto, compreso finanziare il laboratorio di scienze. Il nuovo presidente dell'Associazione eletto però è Helena Garcia, la madre di Hector, la quale imbarazza il figlio chiamandolo davanti a tutti "il mio piccolo burrito".
- Altri interpreti: Veronica Neave (Loretta Flune), Liz Buchanan (signora Palmer), Amanda Dettrick (Andy O'Connor), Pam Sexton (Helena Garcia), Peter Marshall (tuttofare), Andrew Booth (preside scolastico), Dana Kirkpatrick (controfigura di Taylor).

## L'albero genealogico
- Titolo originale: The Family Tree
- Diretto da: Michael Pattinson
- Scritto da: Helen McWhirter

Come compito alla classe di Taylor viene data la scrittura di una relazione su un interessante parente o antenato indagando nel proprio albero genealogico, ma quelli a cui Taylor riesce a pensare sono troppo imbarazzanti. Quando la famiglia Fry riceve la visita della loro prozia Ally (sorella della madre di Glenda), Taylor pensa che l'universo le stia finalmente sorridendo; tuttavia, si rende presto conto che lei è solo un'altra dei suoi eccentrici parenti e le sue speranze vengono deluse, finché la stravagante anziana non le insegna una preziosa lezione: da giovane Ally fu la prima donna in Australia a cui fu permesso di gareggiare come fantino; cadde in tutte le gare a cui partecipò (per questo la soprannominarono "La valanga"), ma si rialzò ogni volta perché per lei era un privilegio anche solo essere lì, di finire ciò che aveva cominciato con fierezza, senza badare a ciò che pensavano gli altri; così contribuì al futuro dell'ippica nel Paese e aprì le porte alle donne delle generazioni future. Intanto Don si lancia in un nuovo affare, e oltre ad essere il "Re delle Mutande" diventerà anche il "Principe dei Pigiami".
- Altri interpreti: Sally McKenzie (Mistica Marge), Ingrid Mason (signorina Harvey), Andrew Buchanan (signor Frankel), Hazel Phillips (prozia Ally), Lisa Ross (signorina alla premiazione), Soraya Vinodolac (signorina alla premiazione), Leigh Walker (signore alla premiazione), Dana Kirkpatrick (controfigura di Taylor).

## Voglio il divorzio!
- Titolo originale: Divorce Camp
- Diretto da: Michael Pattinson
- Scritto da: Tim Gooding

Taylor teme che i suoi genitori stiano per lasciarsi perché ultimamente litigano molto spesso a causa dei soldi. Intanto la scuola organizza un campeggio per svolgere un corso di sopravvivenza, e a guidare la scolaresca sono il professor Frankel e Glenda. Taylor nota la complicità che c'è tra la madre e l'insegnante e ha paura che tra loro ci sia qualcosa, per questo motivo sabota ogni attività nel tentativo di tenerli separati. Mentre una cosa tira l'altra, a un certo punto Taylor prova a chiamare suo padre ma il segnale scarseggia, e nello spostarsi si perde nel bosco del parco nazionale; nel cercarla si perdono anche Hector, Leon e Brittany. Dopo essersi trovati, mettono in pratica quello che hanno imparato e si confidano tra loro; la mattina seguente riescono a ricongiungersi con gli altri, ai quali si è unito anche Don. Taylor capisce che le discussioni tra i genitori sono state causate dai capricci di Layla, che per un po' era andata da un'amica e aveva chiesto ai suoi diversi favori, e quindi non ha assolutamente alcun motivo per preoccuparsi.
- Altri interpreti: Veronica Neave (Loretta Flune), Peter Kent (Michael Flune), Lara Poissant (genitore a scuola), Andrew Buchanan (signor Frankel), Lincoln Lewis (scarpa "parlante"), Dana Kirkpatrick (controfigura di Taylor).

## Taylor ha un lavoro
- Titolo originale: Taylor Gets a Job
- Diretto da: Paul Moloney
- Scritto da: Angela Webber e Sam Carroll

Gli amici di Taylor hanno il cellulare e lei inizia a sentirsi esclusa, così decide di trovarsi un lavoro per risparmiare abbastanza denaro e comprarne uno per se stessa. Mistica Marge assume Taylor per accudire i suoi gatti, Merlin e Bobo, poiché deve andare a un convegno per veggenti: il compito si rivela meno semplice di quanto si aspettasse, in quanto i gatti sono intrattabili e prendono il "controllo" della sua camera, costringendo Taylor a dormire da Layla, alla quale rinfaccia il fatto che tutta la città la considera pigra, viziata e una grande egoista (considerando il fatto che è stata colpa delle sue costosissime telefonate se i loro genitori non hanno comprato un cellulare a Taylor). Il giorno dopo i gatti spariscono e Taylor si fa aiutare da Hector nel cercarli, e li ritrovano poco prima che Mistica Marge ritorni. La donna consegna a Taylor solo 5 dollari; incredibilmente è Layla a dare alla sorella il proprio telefonino, ma poi rivela che lo ha fatto solo perché nel negozio di elettronica dove lavora i dipendenti hanno diritto all'ultimo modello.
- Altri interpreti: Sally McKenzie (Mistica Marge), Jeffrey Hardy (commesso), Regis Broadway (Mobile Mick), Dana Kirkpatrick (controfigura di Taylor).

## Made in Rome
- Titolo originale: Rome Wasn't Built in a Day
- Diretto da: Pino Amenta
- Scritto da: Steve Wright

Don e Glenda lasciano Layla, Taylor ed Hector a casa da soli per andare a una riunione scolastica. Quando Layla viene scaricata da Matt, l'ultimo dei suoi fidanzati, inizia a singhiozzare in modo incontrollabile. Un effetto domino parte quando il forno prende fuoco, il modello di una casa dell'Antica Roma iniziato con Hector si scioglie a causa dell'estintore, e la TV si rompe. Taylor ed Hector devono quindi ridare serenità a Layla e salvare la situazione, pur mantenendo la calma sufficiente per completare il loro progetto scolastico. I due ordinano delle pizze e a consegnarle è Dave, il ragazzo che Layla aveva lasciato due settimane prima per mettersi con Matt; Dave ripara il televisore e si mette a parlare con Layla, promettendo di rivedersi. Taylor ed Hector rimettono la casa in ordine giusto in tempo per l'arrivo di Don e Glenda. Il modello non è stato completato, ma Layla, come segno di ringraziamento verso la sorella, la aiuta a finirlo. Il modello di Taylor ed Hector viene elogiato dall'insegnante per aver colto l'aspetto rustico della civiltà, mentre quello di Brittany e Leon invece viene criticato perché è evidente che sono stati i genitori di lei a decidere come realizzarlo.
- Altri interpreti: Sally McKenzie (Mistica Marge), Veronica Neave (Loretta Flune), Peter Kent (Michael Flune), Lachlan Buchanan (Dave), Dana Kirkpatrick (controfigura di Taylor).

## Potere alle donne
- Titolo originale: Girl Power
- Diretto da: Ian Gilmour
- Scritto da: Tim Gooding

Taylor scopre che Brittany e la sua famiglia stanno per traslocare. Un giorno, mentre è in spiaggia con Hector e Taylor, Brittany scoppia a piangere e dice che l'idea del trasferimento è della madre, mentre lei e il padre preferiscono rimanere; lei, soprattutto, non vuole allontanarsi dai suoi amici. Intanto la casa dei Fry necessita di una disinfestazione, ma Taylor e Brittany, influenzate da un progetto scolastico, si mettono all'opera per salvare gli animali; pur di impedire la vendita della casa dei Flune, le due sporcano la casa con gli animali disgustando i possibili acquirenti. Michael dichiara che rimarranno a Sunburn Beach e non traslocheranno più, dicendole di rilassarsi e che non deve più farsi ossessionare dalla perfezione. Brittany confida a Taylor che vorrebbe avere una famiglia come la sua, rilassata e felice sebbene caotica. Glenda regala a Loretta uno gnomo fatto a mano per dare "carattere" al suo giardino.
- Altri interpreti: Veronica Neave (Loretta Flune), Peter Kent (Michael Flune), Renee Bowen (Helen), Dana Kirkpatrick (Sally), Simone Bennet Smith (agente immobiliare), Felicity Mason (cliente), Trent Huen (cliente), Renai Caruso (cliente), Marco Singaglia (cliente), Damien Smith (signor Thorpe).

## La canzone di Taylor
- Titolo originale: Taylor's song
- Diretto da: Pino Amenta
- Scritto da: Sam Carroll

La scuola sta organizzando lo spettacolo del settimo anno, come accade annualmente a dicembre, per dare la possibilità agli alunni di esprimersi come vorranno e divertirsi un po'. Mancano quattro giorni, e ogni studente dovrà preparsi nella categoria segnata nel biglietto che estrarrà; Brittany dovrà danzare, Taylor scrivere una canzone, Hector proporre un numero di giocoleria e Leon fare il mimo. Intanto Don spiega alla famiglia che sta valutando di mettersi in affari con suo cugino Des, che ha un negozio di vestiti a Brisbane, ma questo significa che dovranno trasferirsi. Mentre i genitori e la sorella si dirigono a Brisbane per parlare con Des, Taylor chiede di rimanere per qualche giorno da Brittany; presto però si rende conto che sebbene la famiglia Flune sia molto ben organizzata, è caratterizzata da un esagerato numero di rigide regole che di fatto non ammettono la spontaneità e la possibilità di commettere errori. Taylor inizia a sentire la mancanza della propria famiglia: all'inizio si sentiva come se non appartenesse a loro, ma ora si rende conto che nonostante la sua famiglia non sia considerabile perfetta, invece è perfetta per lei. Taylor incontra un uomo che la sua famiglia credeva fosse un esattore delle tasse (per questo cercavano di nascondersi da lui, dato che negli ultimi tempi ci sono stati alcuni problemi economici), ma che scopre essere in realtà il rappresentante di un'azienda di valigie a cui poi il giorno dopo Don, tornato a Sunburn Beach, vende migliaia di mutande usa-e-getta progettate per i viaggiatori, con altri ordini assicurati per tutto l'anno a venire. Allo spettacolo scolastico, invece del numero di danza classica studiato con la madre, Brittany si esibisce in una danza street-punk, che Loretta finisce per apprezzare; dopo di lei è il turno di Taylor, che canta una canzone simile a quella che apre gli episodi della serie, guadagnandosi una standing ovation.
- Altri interpreti: Sally McKenzie (Mistica Marge), Veronica Neave (Loretta Flune), Peter Kent (Michael Flune), David Anderson (Gary Lipowski), Ingrid Mason (signorina Harvey), Sandro Colarelli (Mike Tucker), Todd Levi (Beethoven), David Taylor (Des), Jai Taylor (assistente alle vendite), Dana Kirkpatrick (controfigura di Taylor).